# Neerkammolen
De Neerkammolen is een watermolen in de tot de Vlaams-Brabantse gemeente Merchtem behorende plaats Brussegem, gelegen aan de Neerkamstraat 1, vlak bij Mollem.
Deze watermolen op de Grote Molenbeek van het type turbinemolen fungeerde als korenmolen.

## Geschiedenis
Al in 1126 werd gewag gemaakt van een watermolen op deze plaats. Een gevelsteen aan de beekgevel draagt het jaartal 1735, maar het molenhuis werd in de 2e helft van de 19e eeuw sterk gewijzigd.
In 1914 werd een stoommachine geplaatst maar er werd ook nog op waterkracht gemalen. In 1931 werd het waterrad vervangen door een Francisturbine. In 1944 werd een elektromotor geïnstalleerd.
De maalinrichting en de aandrijving ervan door de turbine bleef bewaard, evenals onder andere een haverpletter.
- Inventaris van het Bouwkundig Erfgoed (Vlaanderen): 40314